# بيسكوباغانو
بيسكوباغانو (بالإيطالية: Pescopagano)‏ هي بلدية في مقاطعة بوتنسا في إقليم بازيليكاتا الإيطالي.

## السكان
في سنة 1861 بلغ عدد السكان 3٬590 نسمة، وتطور العدد ليصل في سنة 2011 لـ 2٬022 نسمة.
يظهر هذا المخطط البياني تطور النمو السكاني لـ بيسكوباغانو